# Fade to Black
Fade To Black er en sang fra bandet Metallicas andet album Ride the Lightning. Mange mener lyrikken omhandler selvmord.
Sangen var en af bandets første ballader, og det alvorlige tema var ifølge James Hetfield en udløber af problemer i bandet bl.a. i forhold til stjålet udstyr.
Sangen er senere blevet genindspillet af bl.a. Disturbed og The Lemonheads.